# Полк полиции «Киев»
Полк полиции особого назначения «Киев» — элитное подразделение патрульной службы полиции особого назначения в составе МВД Украины, созданное в Киевской области в октябре 2015 года для охраны общественного порядка, борьбы с незаконными вооруженными формированиями и диверсантами.

## История
Полк ПСПОН «Киев» ГУ НП в г. Киеве был создан 21 октября 2015 года. В его состав вошли подразделения: Батальон «Киев-1», Батальон «Киев-2», Батальон «Золотые ворота», Батальон «Сич», Батальон «Святая Мария», которые формировались из высокомотивированных добровольцев с опытом военной службы за плечами и участием в Евромайдане. Командиром подразделения является подполковник Виталий Сатаренко. Он — член партии Европейская солидарность. 25 октября Сатаренко на местных выборах пытался баллотироваться депутатом в Киевский городской совет в 120 округе, но не прошел.
До объединения в полк указанные подразделения функционировали по отдельности. Первым был сформирован батальон «Киев-1» еще в апреле 2014 года после решения министра внутренних дел Арсена Авакова о создании в структуре МВД добровольческих подразделений патрульной службы особого назначения. Первый набор в батальон насчитывал 150 человек. И первым местом, где отметились эти бойцы стал город Одесса. Батальон направили туда в начале мая, после противостояния 2-го числа. Батальон получил задачу по поддержанию порядка в городе и борьбе с проявлениями сепаратизма. Значительная часть боевиков «Антимайдана» были задержаны в мае-июне 2014 года именно бойцами батальона «Киев-1».
Кроме этого, батальон принимал участие в АТО, в том числе и в освобождении Славянска.
Подразделение «Киев-2» также было создано под эгидой ГУ МВД в столице. Его костяк составили члены Самообороны Майдана. В числе представителей последних был и глава С14 Евгений Карась. Батальон с лета 2014 года проходил службу в районе проведения АТО. Бойцы осенью 2014 принимали участие в боевых действиях в районе Дебальцево, Волновахи и Бахмутской трассы в Луганской области.
Батальон «Золотые ворота» сформирован 2 мая 2014 года в ГУ МВД по г. Киеву. В составе этого батальона проходил некоторое время и известный активист Майдана Михаил Гаврилюк. Правда он занимался тыловым обеспечением и не принимал участия в боевых действиях. С августа 2014 года батальон участвовал в боевых действиях в АТО. Основные действия батальон проводил в Луганской области, в том числе в районе Лутугино, Луганского аэропорта.
Батальон «Сич» был создан в июне 2014 года. Отличительной особенностью его стало то, что костяк подразделения составили члены политической партии «Свобода». Батальон периодически принимал участие в боевых действиях, в основном в районе Курахово-Авдеевка. Резонансным для батальона «Сич» стало 31 августа 2015 года. Тогда во время столкновений под Верховной радой в Киеве, кто-то бросил (вероятно, боец батальона Игорь Гуменюк) ручную гранату в ряды правоохранителей, стоявших в оцеплении возле парламента. От взрыва погибло 4-ро бойцов Нацгвардии, еще несколько было ранены.
После объединения в полк подразделение продолжило выполнять возложенные на него функции по защите общественной безопасности на территории города Киева и Киевской области. В частности, 28 и 29 декабря 2015 года личный состав полка «Киев» вместе с другими подразделениями МВД присоединился к обеспечению охраны общественного порядка в центре столицы.
В ночь с 23-24 марта 2016 рота спецназначения полка особого назначения «Киев» вступила в бой с сепаратистами под Авдеевкой.
14 апреля 2016 года, в зону проведения АТО, на очередную ротацию отбыли столичные полицейские, которые в частности помогали военным удерживать стратегически важные объекты в г. Авдеевке.
В июне 2016 года батальон «Святая Мария», как часть полка, прекратил свое существование, а бойцы были переведены в другие подразделения.
9 июля 2016 года, в ходе очередного боевого выезда в пгт. Станицу Луганскую, бойцами полка был обнаружен очередной наркопритон, где были обнаружены и уничтожены: 520 кустов опиумного мака и 124 куста конопли.
11 июля 2016 года полк «Киев» принял участие в торжественном открытии первого в городе Киеве памятника солдату-добровольцу русско-украинской войны (г. Киев, проспект Маяковского, 2).
Летом 2016 полицейские полка постоянно проводили активную контрдиверсионную работу, работая с местным населением в Авдеевке.

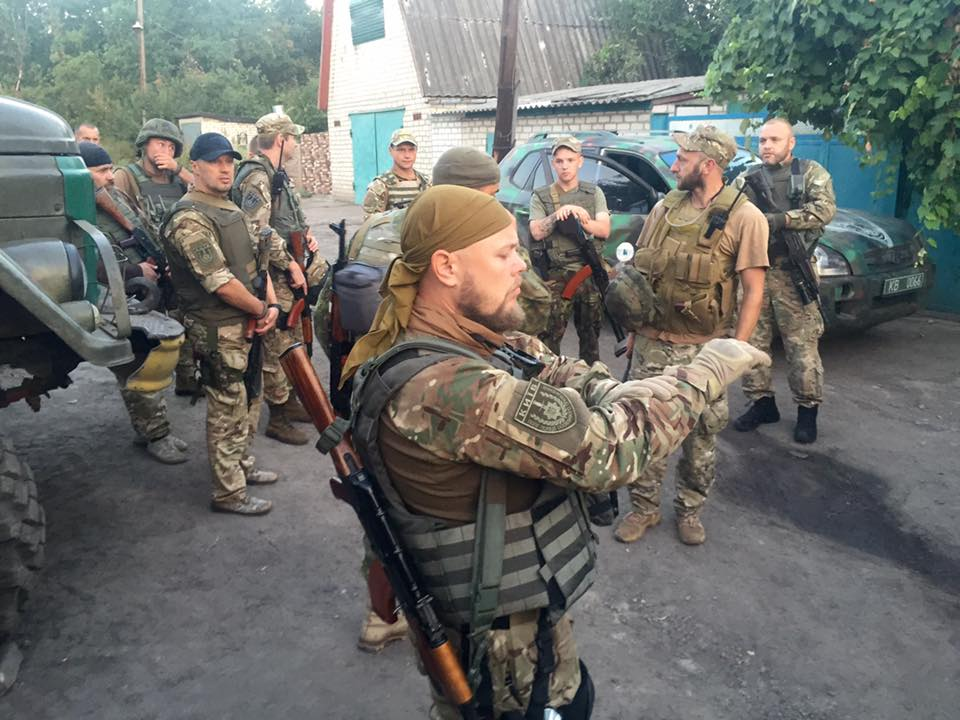
Воин полка полиции «Киев» в Авдеевке (август 2016 года)

31 января 2017 года, куратор подразделения, народный депутат Украины Евгений Дейдей сообщил, что полицейские несут службу по защите общественного порядка и безопасности жителей города, который уже третьи сутки находится под массированными обстрелами боевиков. По его словам, в городе находились 50 бойцов полка полиции особого назначения «Киев», которые патрулировали территорию Авдеевки, защищая безопасность местных жителей, а их имущество от появления мародеров. Также правоохранители активно участвовали в ликвидации последствий от обстрелов террористов. Евгений Дейдей отметил, что в течение двух суток полицейские помогали жителям обстреливаемой Авдеевки добраться до бомбоубежищ, а при необходимости — проводили спасательные мероприятия. Кроме того, ППОП «Киев» инициировал сбор необходимых вещей для жителей Авдеевки. Пункт сбора помощи был размещен в дежурной части полка «Киев» по улице Строителей, 6 в г. Киеве.
В феврале-марте 2022 года подразделения полка принимают участие в боях против российских войск, при обороне Киева и его окрестностей.
После победы в битве за столицу полк был задействован в боях на востоке Украины, в том числе под Авдеевкой.
В составе батальона «Киев-1» проходил службу добровольцем сын бывшего Министра внутренних дел Украины Арсена Авакова — Александр.

## Структура
Полк особого назначения «Киев» объединил добровольческие подразделения:
- Батальон «Киев-1»
- Батальон «Киев 2»
- Батальон «Золотые ворота»
- Батальон «Сечь»
- Батальон «Святая Мария»

## Вооружение
При формировании подразделений будущего полка личным составам было предоставлено только легкое стрелковое оружие. В сентябре — октябре 2014 добровольческие батальоны МВД начали дополнительно получать тяжелое вооружение от Министерства обороны Украины. Среди нового вооружения находились крупнокалиберные пулеметы, автоматические гранатометы, одноразовые противотанковые ручные гранатометы и тому подобное. Отмечается, что крупнокалиберные пулеметы Дегтярева-Шпагина калибра 12,7 мм образца 1938 года были выпущены в 1950 — 1970 годы.

## Униформа
Так как практически всю форму бойцы закупали за свой счет или за счет волонтеров, говорить о каком-то едином стандарте приходить не приходиться. Часть из добровольцев носили стандартную черную униформу МВД Украины, часть — камуфлированную одежду. Объединяло всех бойцов полка нарукавные нашивки. Например бойцы батальона «Киев-1» на левом плече носили стандартную нарукавную нашивку МВД Украины, а на правом — нашивку батальона «Киев-1», на которой изображён малый герб Украины на фоне перекрещенных острием вверх мечей и горизонтально развевающейся ленточки в цветах флага Украины. Над эмблемой нанесено название батальона — «Киев-1», а еще выше, но меньшим шрифтом — «батальон особого назначения», под эмблемой располагается надпись «Украина МВД».

## Потери
Из открытых источников известно о некоторых потерях полка полиции «Киев» в российско-украинской войне: 
| №  | Имя                        | Звание          | Место смерти       | Дата смерти          |
| -- | -------------------------- | --------------- | ------------------ | -------------------- |
| 1. | Войтов Николай Сергеевич   | лейтенант       | Краматорск         | 03.01.2017 (37 лет)  |
| 2. | Кушнир Руслан Валерьевич   | капрал          | Киев               | 25.10.2017 (31 год)  |
| 3. | Цвила Ирина Владимировна   | рядовая         | вблизи г. Ирпень   | 25.02.2022 (52 года) |
| 4. | Бережник Иван Николаевич   | старший сержант | Донецкая область   | 25.06.2022 (46 лет)  |
| 5. | «Тенгри» (имя засекречено) | разведчик       | вблизи г. Авдеевка | 28.08.2022           |